# ایویکا دراگوتینوویچ
ایویکا دراگوتینوویچ (صربی: Ivica Dragutinović؛ زادهٔ ۱۳ نوامبر ۱۹۷۵) یک بازیکن فوتبال اهل صربستان است.

## تیم ملی
وی همچنین در تیم ملی فوتبال صربستان بازی کرده است.